# Kyjivska (metrostation)
Kyjivska (Oekraïens: Київська, ⓘ; Russisch: Киевская, Kievskaja) is een station van de metro van Charkov. Het station maakt deel uit van de Saltivska-lijn en werd geopend op 10 augustus 1984. Het metrostation bevindt zich ten oosten van het stadscentrum, onder de kruising van de Voelytsja Sjevtsjenka (Sjevtsjenkostraat) en de Voelytsja Matjoensjenka, twee van de drukste straten van Charkov. Zijn naam ("Kiev") dankt het station aan zijn ligging in het stadsdeel Kyjivski. Vanwege de relatief lage bevolkingsdichtheid van de omgeving is het aantal reizigers die van station Kyjivska gebruikmaken gering.
Het station is ondiep gelegen en beschikt over een perronhal met een gewelfd plafond dat bekleed is met boogvormige betonnen elementen. Aardewerken bas-reliëfs aan de wanden langs de sporen beelden enkele karakteristieke gebouwen in Kiev uit, een verwijzing naar de naam van het station. Aan beide uiteinden van het station bevindt zich een lokettenzaal, maar slechts een daarvan is in gebruik, daar de andere niet over uitgangen naar de straat beschikt.

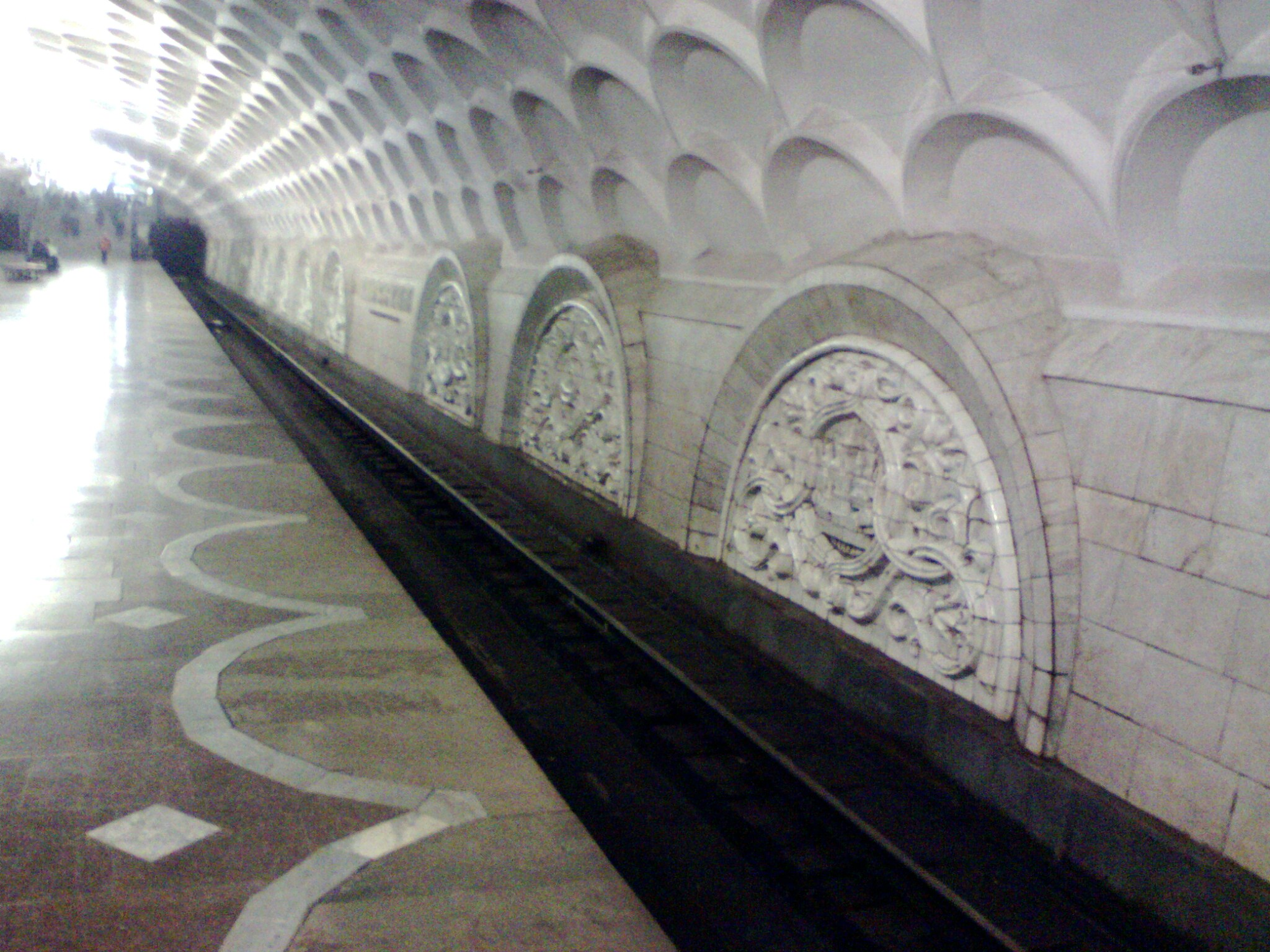
Perron en wanddecoratie